# CAC 40

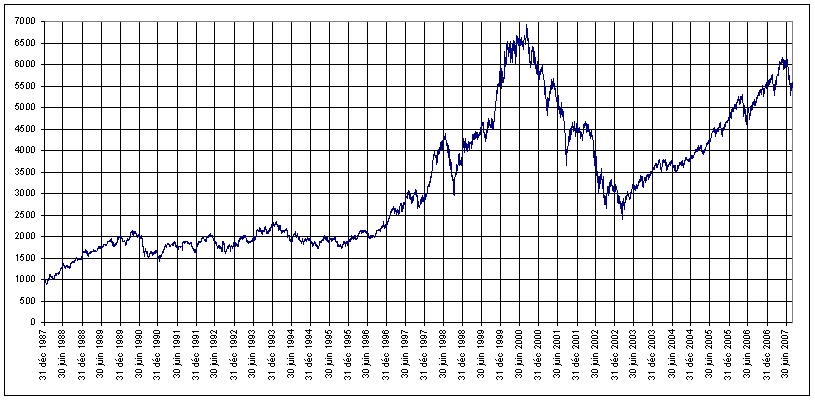
CAC 40 értékek 1987 és 2007

A CAC 40 Franciaország fő tőzsdeindexe. A CAC mozaikszó a francia nyelvű „Cotation assistée en continu” kifejezésnek felel meg (folyamatosan támogatott ár). A 40-es szám arra utal, hogy negyven cégen alapul. A Párizsi Értéktőzsdén működik. A vissza nem fektetett osztalékokkal kiszámított CAC 40 ISIN kódja FR0003500008, emlékeztető kódja pedig PX1. Az újrabefektetett osztalékkal rendelkező CAC 40 ISIN kódja QS0011131826, PX1NR emlékezetes kódja.